# Ella Ø
 - Tidligere amerikanske militære installationer

Ella Ø eller Ella Island er en ø i Østgrønland, i den nordlige del af Kong Oscars Fjord, som indgår i Nordøstgrønlands Nationalpark.
Ved indgangen til Kong Oscars Fjord ligger Mesters Vig.
Under 2. verdenskrig ved øen en del af de amerikanske forsvarsanlæg i Grønland og blev kaldt Bluie East Four.

## Ekstern henvisning
- Ella Ø Arkiveret 1. august 2012 hos  Wayback Machine
- Arktisk Institut Arkiveret 1. november 2020 hos  Wayback Machine
- Nordøstgrønlands Naturpark Arkiveret 25. oktober 2009 hos  Wayback Machine
- US installationer i Grønland under 2. verdenskrig.

72°51′N 25°0′V / 72.850°N 25.000°V